# Silke Gorißen
Silke Gorißen (ur. 15 grudnia 1971 w Kleve) – niemiecka polityk i prawniczka, działaczka Unii Chrześcijańsko-Demokratycznej (CDU), minister w rządzie Nadrenii Północnej-Westfalii.

## Życiorys
W 1991 roku zdała egzamin maturalny, po czym rozpoczęła studia prawnicze na Uniwersytecie w Bonn, zakończone pierwszym państwowym egzaminem prawniczym. W latach 1996–1999 odbyła aplikację prawniczą w okręgu sądu krajowego w Kleve, którą zakończyła drugim egzaminem państwowym. Następnie, w latach 1999–2020, prowadziła własną kancelarię jako adwokatka.
Do CDU wstąpiła w 1998 roku. W latach 2006–2013 kierowała strukturami Związku Kobiet CDU w powiecie Kleve. Od 2009 do 2013 roku była członkinią zarządu krajowego tej organizacji w Nadrenii Północnej-Westfalii. W tym samym czasie (2009–2014) zasiadała w radzie powiatu Kleve, a w latach 2009–2020 pełniła funkcję przewodniczącej CDU i jej frakcji w Bedburg-Hau. W latach 2009–2018 zasiadała również w zarządzie regionalnym CDU Dolnego Renu, a w latach 2017–2021 była wiceprzewodniczącą powiatowych struktur partii.
W latach 2020–2022 sprawowała urząd starosty powiatu Kleve.
29 czerwca 2022 roku została mianowana minister rolnictwa i ochrony konsumentów Nadrenii Północnej-Westfalii. Od 30 czerwca tego samego roku zasiada w Bundesracie jako członkini zastępcza.

## Życie prywatne
Jest mężatką, ma jedno dziecko. Wyznaje protestantyzm.